# خانه جمال نشاطیان
خانه جمال نشاطیان مربوط به دوره پهلوی اول است و در شیراز، محله سنگ سیاه، بازارچه ارامنه، پشت مسجد مشیر واقع شده و این اثر در تاریخ ۱۰ خرداد ۱۳۸۲ با شمارهٔ ثبت ۸۹۹۶ به‌عنوان یکی از آثار ملی ایران به ثبت رسیده است.